# Пришелец, Антон
Антон Пришелец (настоящее имя — Антон Ильич Ходаков; 20 декабря 1892 [1 января 1893], c. Безлесное, Саратовская губерния — 9 марта 1972, Москва) — советский поэт-песенник и журналист.

## Биография
Антон Ильич Ходаков родился в крестьянской семье. Служил в армии во время Первой мировой войны, затем работал в Балашове журналистом.
В 1922 году переехал в Москву, где поступил в редакцию «Рабочей газеты».
С 1928 года всецело посвятил себя творчеству. Опубликовал несколько сборников патриотических стихов, автор слов большого количества известных песен («Ой ты, рожь» на музыку А. Долуханяна, «У дороги чибис» на музыку М. Иорданского, «Наш край» на музыку Дм. Кабалевского) и др.). Среди соавторов песен А. Пришельца — такие известные советские композиторы, как С. Прокофьев, С. Кац, С. Туликов, В. Мурадели. Создал лирический цикл, посвящённый сыну Дмитрию, погибшему на фронтах Великой Отечественной войны («Свидание», 1945). Многие стихи послевоенного времени наполнены воспоминаниями поэта о детстве, неповторимых картинах родной ему сельской природы.
После 1960-х годов лирика поэта становится более романтичной («Ёжик»), наполненной тонким юмором («Журавли летят»).
Антон Пришелец ушёл из жизни в 1972 году. Похоронен в Москве, на Введенском кладбище (участок № 7).

## Семья
- Жена — Любовь Ивановна Ходакова (1900—1978)[5]. Вместе с ней с 1962 года жил в ЖСК «Советский писатель»: Красноармейская улица, д. 27 (до 1969: 2-я Аэропортовская ул., д. 16)[6][7].
  - Сын — Дмитрий Антонович Ходаков (1925—1944).

## Творчество

#### Сборники стихов
- «Зорьные зовы», 1920
- «Плечо к плечу», 1925
- «Стихи о деревне», 1927
- «Мой костёр», 1955
- «Зерно», 1959
- «Зеленый ветер», 1961
- «Тропинка милая», 1961
- «Охапка сена», 1965

#### Наиболее известные песни
- Алёша-книгоноша (С. Заславский), исп. Хор мальчиков МГХУ п/у А. Свешникова
- Великий город (Д. Покрасс), исп. Борис Шапенко
- Весной грустить нельзя (А. Долуханян), исп. Алексей Усманов
- Волжанка (Ю. Слонов), исп. Людмила Зыкина
- Город-солдат (А. Долуханян), исп. Ян Кратов
- Жизнь моя, любовь моя (С. Туликов), исп. Виталий Власов, Владимир Трошин, Евгений Беляев, Михаил Михайлов, Владимир Девятов, Сергей Мороз
- Из кубанского края (П. Акуленко), исп. Хор Всесоюзного Радио
- Каждой девушке счастья хочется (С. Туликов), исп. Михаил Михайлов
- Колосок (Ю. Слонов)
- Конник (С. Прокофьев)
- Край родной (Ю. Слонов), исп. Антонина Клещёва и Александра Тимошаева
- Куда бежишь, тропинка милая? (Е. Родыгин), исп. Антонина Клещёва
- Младший сын и старший лейтенант (З. Компанеец), исп. Михаил Рыжов
- Над рекой, над Окой (Ю. Слонов), исп. А. Клещёва и К. Шеляховская
- Наш край (Д. Кабалевский), исп. Ансамбль Московского городского Дворца пионеров, хор ЦДДЖ
- Ночка луговая (Г. Дехтяров), исп. Алла Иошпе и Стахан Рахимов
- Ой, ты, рожь (А. Долуханян), исп. Владимир Нечаев, Евгений Беляев и Ансамбль им. Александрова, Геннадий Каменный, Олег Анофриев, Галина Егорова, Гелена Великанова, Алибек Днишев
- Осенние ели (Д. Покрасс), исп. Майя Кристалинская
- Песни моей России (О. Иванов), исп. Дмитрий Ромашков
- Песня нашей юности (П. Акуленко), исп. Хор им. Пятницкого
- Песня о России (Д. Кабалевский), исп. Евгений Беляев
- Песня о Сталине (В. Захаров), исп. Хор им. Пятницкого
- Подснежник (Д. Кабалевский), исп. Хор ЦДДЖ
- Рябина (Ю. Богословский), исп. Георгий Виноградов
- Слава тебе, комсомол (В. Мурадели), исп. Кр. АПП СА
- Таёжные романтики (С. Кац), исп. Виктор Селиванов и Василий Елисеев
- Ты лети, ветерок (В. Локтев), исп. АПП им. Локтева
- У дороги чибис (М. Иорданский), исп. Иван Шмелёв, БДХ, сол. Света Кулешова и Слава Туркин
- Шумели ветры (В. Захаров), исп. Хор им. Пятницкого

#### Литературные сочинения
- Стихотворения и песни, М., 1963 (здесь ст. П. «О себе и о своих стихах»)
- Полынья. Стихи и песни, М., 1968.